# Roy Harper
Roy Harper es un cantautor británico de música folk y folk rock nacido en Mánchester, el 12 de junio de 1941. Poeta y artista multifacético, Harper ha sido un intérprete atípico en el contexto del folk británico, su carrera se ha extendido desde mediados de los años 1960 hasta hoy.

## Biografía
Harper nació en el barrio mancuniano de Rusholme, falleciendo su madre cuando él tenía tan sólo tres semanas. Empezó a escribir poesía a los 12 años, y a tocar skiffle a los 13 con su hermano David, al tiempo que la música blues también comenzaba a influirlo. A los 14 años formó su primer grupo (De Boys) con sus hermanos David y Harry, y abandonó la escuela a los 15 para enrolarse en la Royal Air Force, experiencia que no resultó bien y duró poco.
Durante la primera mitad de los años 1960 Harper se embarcó como músico ambulante, recorriendo Europa, el norte de África y Londres, donde comenzaría a empaparse de la escena blues y folk de la capital inglesa, donde asistió a conciertos de Bert Jansch, Alexis Korner y Paul Simon, entre otros, comenzando a actuar él mismo en un club del Soho londinense llamado Les Cousins.
En 1966 se le presenta la oportunidad de grabar un primer álbum, tras ser descubierto por Peter Richards, de Strike Records. El disco se llamó Sophisticated Beggar y, como gran parte de su carrera a futuro, consistió en su poesía y su voz sólo acompañadas por su guitarra acústica, todo grabado sin mayores artificios técnicos.
Harper fue fichado al año siguiente por la poderosa CBS, aunque su contrato con esta multinacional sería efímero, editando sólo el LP Come Out Fighting Ghengis Smith (1967), para pasar luego a Liberty Records, por medio de la cual es lanzado su tercer álbum, Folkjokeopus, de 1969. No obstante su vínculo con Liberty es también efímero, y Harper firma entonces con Harvest Records, una compañía inglesa en ascenso que estaba apostando fuertemente al rock progresivo y los artistas jóvenes. En Harvest Roy Harper sí encontraría el apoyo ideal y estable, produciendo muchos discos para este sello a lo largo de los años 1970 (Flat Baroque and Berserk, Stormcock, Lifemask, Valentine, HQ, Bullinamingvase).
A pesar de ser un artista folk, Harper siempre estuvo estrechamente ligado al rock británico; en 1969 actúa en el Hyde Park de Londres junto a Jethro Tull, Pink Floyd y T. Rex, y es precisamente el mánager de Pink Floyd, Peter Jenner, quien comienza a manejar la carrera de Harper por ese entonces, consiguiéndole el ventajoso contrato con Harvest Records (Harper participaría como invitado en el tema "Have a Cigar", del álbum Wish You Were Here de 1975).
En 1970 Led Zeppelin tributan a Harper a través de un blues tradicional ("Shake 'Em on Down"), el cual fue reciclado como "Hats Off to (Roy) Harper", canción que cerraba el disco Led Zeppelin III.
Jimmy Page declaró que la banda admiraba la manera como Harper defendía sus principios sin traicionarse, o ceder a presiones comerciales. Harper sería asiduo asistente a los conciertos de Led Zeppelin, trabando amistad con sus miembros e incluso contribuyendo en la creación de la portada del álbum Physical Graffiti (1975), apareciendo también en la película documental del grupo The Song Remains the Same.
En 1985 Harper y Page publicarían un disco grabado como dúo, Whatever Happened to Jugula?, el cual mezclaba el típico «folk progresivo» de Harper, con la guitarra hard rock de Page, en largos temas con letras herméticas. A lo largo de los años 1980 y principios de los 1990 Harper trabajó con las compañías Awareness, Beggars Banquet Records IRS y EMI, estableciendo su propia compañía, Science Friction, en 1993, a través de la cual también reeditó parte de su catálogo discográfico.

## Discografía
- 1966 - Sophisticated Beggar
- 1967 – Come Out Fighting Ghengis Smith
- 1969 – Folkjokeopus
- 1970 – Flat Baroque and Berserk
- 1971 – Stormcock
- 1973 – Lifemask
- 1974 – Valentine
- 1975 – HQ
- 1977 – Bullinamingvase
- 1980 – The Unknown Soldier
- 1982 – Work of Heart
- 1984 – Born in Captivity
- 1985 – Whatever Happened to Jugula? (con Jimmy Page)
- 1988 – Descendant of Smith
- 1988 – Loony on the Bus
- 1990 – Once
- 1992 – Death or Glory?
- 1994 – Commercial Breaks
- 1997 – Poems, Speeches, Thoughts and Doodles
- 1998 – The Dream Society
- 2000 – The Green Man
- 2013 – Man and Myth